# Режим секретності
Режи́м секре́тності (англ. Confidentiality (secrecy) regime) — встановлений нормами права згідно з вимогами Закону України «Про державну таємницю» та інших виданих відповідно до нього нормативно-правових актів єдиний порядок забезпечення охорони державної таємниці, що визначає процедури поводження з відомостями, що становлять державну та службову таємниці.

## Призначення режиму секретності
Запобігання витоку інформації з обмеженим доступом.

## Особливості режиму секретності
1. єдиний для всіх міністерств, відомств, підприємств, установ, організацій порядок поводження з державними таємницями, які визначаються вищими органами державної влади і управління;
2. обов'язковий для всіх державних органів і посадових осіб порядок поводження з державними таємницями;
3. персональна відповідальність керівників усіх рангів за організацію режиму секретності в їх установах, організаціях і підприємствах, за проведення необхідного комплексу заходів, що запобігають витоку закритої інформації;
4. контроль за діяльністю щодо забезпечення збереження державних таємниць, дотримання вимог встановленого режиму секретності, що здійснюється органами державної безпеки;
5. кримінальна відповідальність осіб, винних у розголошенні таємних відомостей, у втраті секретних документів і виробів[2],[3].

## Порядки забезпечення режиму секретності
- порядок встановлення ступеня секретності відомостей, що містяться в роботах, документах і виробах;
- порядок допуску громадян до робіт, документів та виробів, які містять закриту інформацію;
- порядок виконання посадовими особами своїх посадових обов'язків щодо збереження державних і службових таємниць, з дотримання режиму секретності;
- порядок забезпечення таємності при проведенні в установах і на підприємствах робіт закритого характеру;
- порядок забезпечення секретності при веденні секретного діловодства;
- порядок забезпечення секретності при використанні технічних засобів, передачу, обробці та зберіганні інформації закритого характеру;
- порядок забезпечення таємності при здійсненні підприємствами, установами та організаціями, де ведуться закриті роботи, контактів із закордонними фірмами;
- порядок проведення службових розслідувань за фактами розголошення секретних відомостей.